# Grand Prix Formule 1 van Nederland 1962
De Grand Prix Formule 1 van Nederland 1962 werd gehouden op 20 mei op het circuit van Zandvoort. Het was voor het eerst en ook voor het laatst in de geschiedenis van de Formule 1 dat Nederland de eerste race van het seizoen organiseerde.
Carel Godin de Beaufort was de eerste Nederlander die punten wist te behalen in de strijd om het wereldkampioenschap in de Formule 1.

## Uitslag

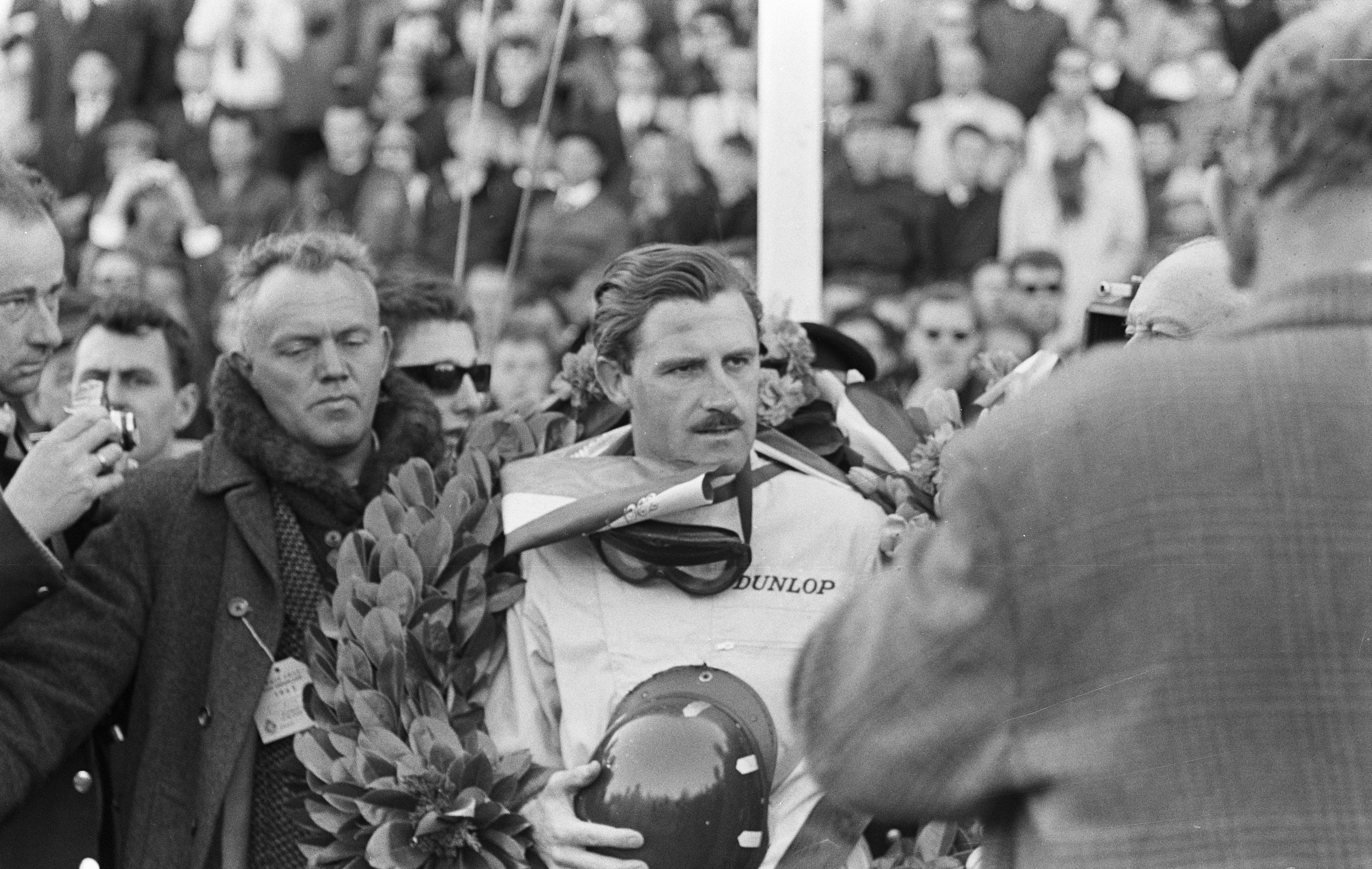
De gelauwerde winnaar Graham Hill

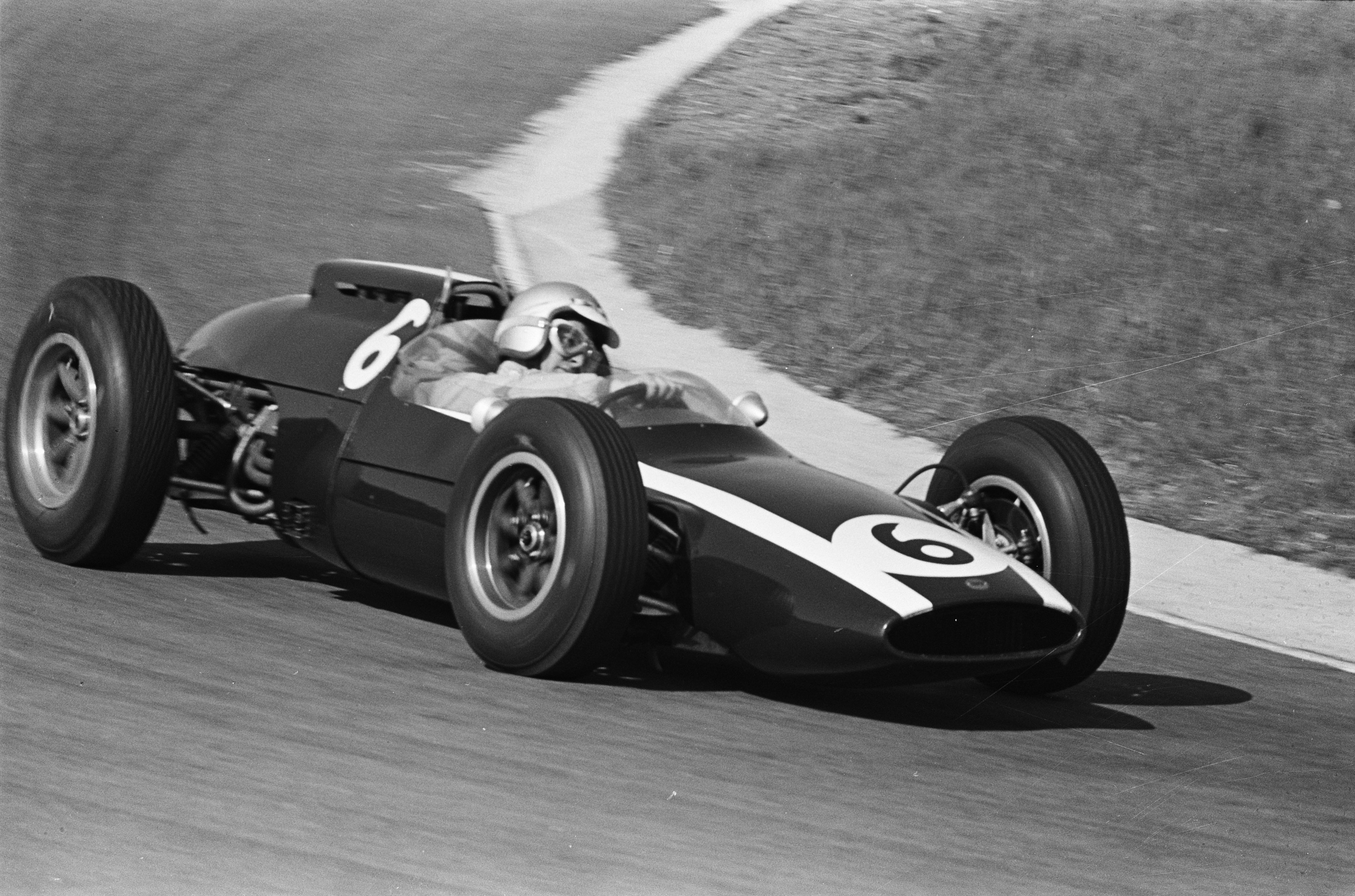
Bruce McLaren tijdens de race

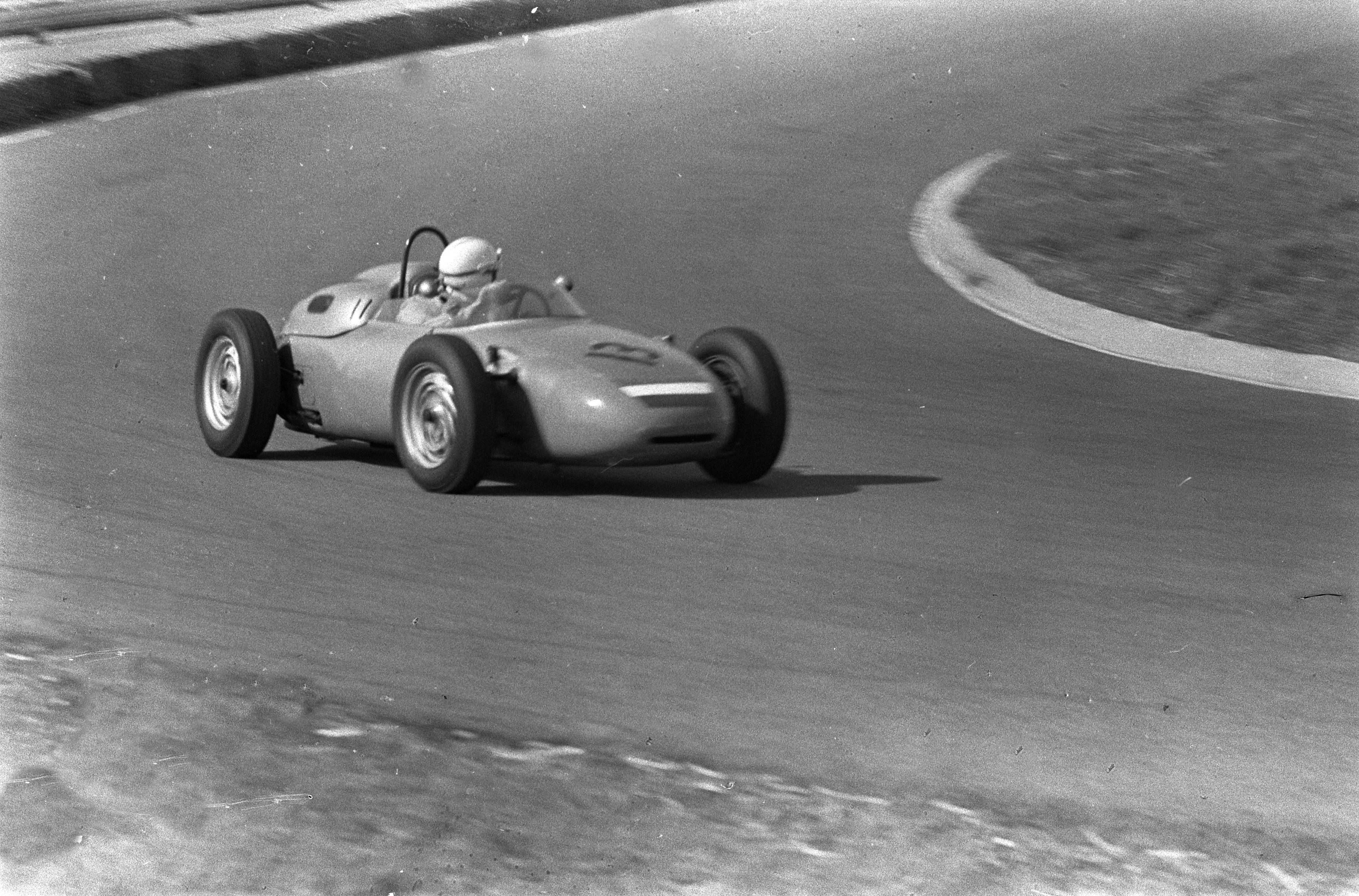
Carel Godin de Beaufort tijdens de training

| Pos. | Nr. | Coureur                 | Constructeur    | Rondes | Tijd / Oorzaak uitval | Grid | Punten |
| ---- | --- | ----------------------- | --------------- | ------ | --------------------- | ---- | ------ |
| 1    | 17  | Graham Hill             | BRM             | 80     | 2:11:02.1             | 2    | 9      |
| 2    | 5   | Trevor Taylor           | Lotus-Climax    | 80     | +27,2 s               | 10   | 6      |
| 3    | 1   | Phil Hill               | Ferrari         | 80     | +1:21.1               | 9    | 4      |
| 4    | 2   | Giancarlo Baghetti      | Ferrari         | 79     | +1 Ronde              | 12   | 3      |
| 5    | 7   | Tony Maggs              | Cooper-Climax   | 78     | +2 Rondes             | 15   | 2      |
| 6    | 14  | Carel Godin de Beaufort | Porsche         | 76     | +4 Rondes             | 14   | 1      |
| 7    | 11  | Joakim Bonnier          | Porsche         | 75     | +5 Rondes             | 13   |        |
| 8    | 21  | Jackie Lewis            | Cooper-Climax   | 70     | +10 Rondes            | 7    |        |
| 9    | 4   | Jim Clark               | Lotus-Climax    | 70     | +10 Rondes            | 3    |        |
| NF   | 3   | Ricardo Rodríguez       | Ferrari         | 73     | Ongeluk               | 11   |        |
| NF   | 18  | Richie Ginther          | BRM             | 71     | Ongeluk               | 7    |        |
| NF   | 9   | Innes Ireland           | Lotus-Climax    | 61     | Ongeluk               | 6    |        |
| NF   | 10  | Masten Gregory          | Lotus-Climax    | 54     | Aandrijving           | 16   |        |
| NC   | 16  | Wolfgang Seidel         | Emeryson-Climax | 52     | Niet geklasseerd      | 20   |        |
| NF   | 12  | Dan Gurney              | Porsche         | 47     | Versnellingsbak       | 8    |        |
| NF   | 6   | Bruce McLaren           | Cooper-Climax   | 21     | Versnellingsbak       | 5    |        |
| NF   | 20  | Roy Salvadori           | Lola-Climax     | 12     | Teruggetrokken        | 17   |        |
| NF   | 19  | John Surtees            | Lola-Climax     | 8      | Ongeluk               | 1    |        |
| NF   | 8   | Jack Brabham            | Lotus-Climax    | 4      | Ongeluk               | 4    |        |
| NF   | 15  | Ben Pon                 | Porsche         | 2      | Ongeluk               | 10   |        |
| WD   | 16  | Rob Slotemaker          | Porsche         |        | Wagen niet klaar      |      |        |
| WD   | 21  | Maurice Trintignant     | Lotus-Climax    |        | Wagen niet klaar      |      |        |

## Statistieken
| Pole-position | John Surtees  | Lola-Climax   | 1:32.4 |
| Snelste ronde | Bruce McLaren | Cooper-Climax | 1:34.4 |

## Noot
- Dit was het debuut voor de Nederlandse coureurs Ben Pon en Rob Slotemaker.
- Eerste rondes als raceleider voor Jim Clark.
- Eerste podiumplaats voor Trevor Taylor.
- Eerste Grand Prix-winst voor Graham Hill.

1948 · 1949 · 1950 · 1951 · 1952 · 1953 · 1955 · 1958 · 1959 · 1960 · 1961 · 1962 · 1963 · 1964 · 1965 · 1966 · 1967 · 1968 · 1969 · 1970 · 1971 · 1973 · 1974 · 1975 · 1976 · 1977 · 1978 · 1979 · 1980 · 1981 · 1982 · 1983 · 1984 · 1985 · 2020 · 2021 · 2022 · 2023 · 2024 · 2025  · 2026
Als eretitel: 1923 (Italië) · 1924 (Frankrijk) · 1925 (België) · 1926 (San Sebastián) · 1927 (Italië) · 1928 (Italië) · 1930 (België) · 1947 (België) · 1948 (Zwitserland) · 1949 (Italië) · 1950 (Groot-Brittannië) · 1951 (Frankrijk) · 1952 (België) · 1954 (Duitsland) · 1955 (Monaco) · 1956 (Italië) · 1957 (Groot-Brittannië) · 1958 (België) · 1959 (Frankrijk) · 1960 (Italië) · 1961 (Duitsland) · 1962 (Nederland) · 1963 (Monaco) · 1964 (Groot-Brittannië) · 1965 (België) · 1966 (Frankrijk) · 1967 (Italië) · 1968 (Duitsland) · 1972 (Groot-Brittannië) · 1973 (België) · 1974 (Duitsland) · 1975 (Oostenrijk) · 1976 (Nederland) · 1977 (Groot-Brittannië)
Als alleenstaande race: 1983 · 1984 · 1985 · 1993 · 1994 · 1995 · 1996 · 1997 · 1999 · 2000 · 2001 · 2002 · 2003 · 2004 · 2005 · 2006 · 2007 · 2008 · 2009 · 2010 · 2011 · 2012 · 2016